# Mansfeld
Mansfeld o Mansfeld-Lutherstadt es una ciudad del distrito Mansfeld-Südharz, en el estado de Sajonia-Anhalt, en Alemania. Está situada junto al río Wipper, aproximadamente 10 km al noroeste de Eisleben. Martín Lutero creció en Mansfeld y en 1993 la ciudad se convirtió en uno de los dieciséis lugares en Alemania para ser designado Lutherstadt por este motivo.

## División administrativa
Mansfeld incluye la ciudad central y los barrios Mansfeld, Öjendorf (Leimbach) y Leimbach y los siguientes barrios:
- Abberode
- Annarode
- Biesenrode
- Braunschwende
- Friesdorf
- Gorenzen
- Großörner
- Hermerode
- Mansfeld proper
- Möllendorf
- Molmerswende
- Piskaborn
- Ritzgerode
- Siebigerode
- Vatterode